# Stictoptera rhabdota
Stictoptera rhabdota là một loài bướm đêm trong họ Noctuidae.